# François Allot
François Allot (* 17. Oktober 1951) ist ein französischer Comiczeichner.

## Werdegang
François Allot begann sein künstlerisches Schaffen als Illustrator im Bereich der Science-Fiction. Er wirkte zudem an mehreren Zeichentrickserien mit. In Zusammenarbeit mit Texter Rodolphe führte er Die Pforten des Himmels fort und startete Tintagel.

## Werke
- 1987: Die Pforten des Himmels
- 2012: Tintagel